# Мейо (деревня, Ирландия)
Мейо (англ. Mayo; ирл. Maigh Eo, «тисовая долина») — деревня в Ирландии, находится в графстве Мейо (провинция Коннахт). Население — 426 человек (по переписи 2002 года).

## История

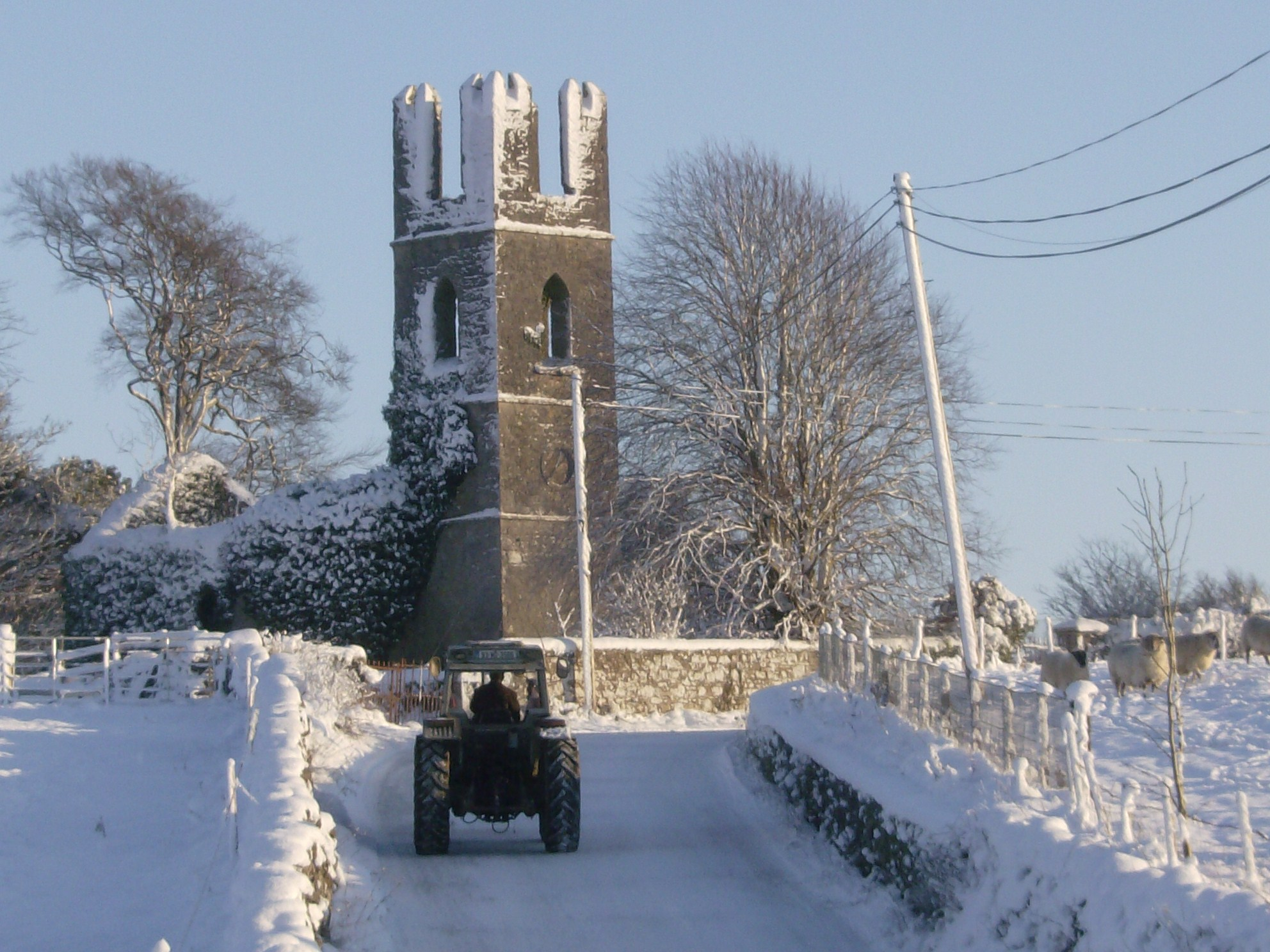
Аббатство Мейо в 2010 году

Деревня известна по меньшей мере с VII века и долгое время являлась важным центром гэльского и англо-саксонского христианства. Аббатство Мейо было основано в VII веке св. Колманом, его первым аббатом стал св. Геральд в 670 году. Аббатство подвергалось набегам датчан в 783 и 805 годах, а в 818 году войско Тургейса полностью уничтожило его.
С 1152 года был создан католический диоцез с центром в Мейо, в XIII веке он был упразднён, но епископы Мейо назначались до XVI века. Формально диоцез был присоединён к архидиоцезу Туама
папским декретом 1631 года. Это был редкий случай, когда территории объединявшихся диоцезов нигде не граничили между собой.
В 1968 году в Мейо проводилось исследование фонологии коннахтского диалекта ирландского языка
В Мейо была снята четвёртая часть документального фильма BBC «Среди женщин» (Amongst Women), съёмки проходили в старой католической церкви, на кладбище и в здании почты.

## Спорт
В Мейо базируется собственная команда по гэльскому футболу, «Гэлы из Мейо» (Mayo Gaels).